# Нарама
Нара́ма (пол. Narama) — село в Польше в сельской гмине Ивановице Краковского повета Малопольского воеводства.

## География
Село располагается в 6 км от административного центра гмины села Ивановице-Влосцяньске и в 14 км от административного центра воеводства города Краков.

## История
Впервые село упоминается под названием Наремба (Naręba). В 1440 году село принадлежало Анджею герба Новина. В 1617 году староста села Павел Жидовский построил в Нараме небольшой деревянный храм, который сгорел в 1980 году. В 1918 году в селе был основан католический приход.
В 1975—1998 годах село входило в состав Краковского воеводства.

## Население
По состоянию на 2013 год в селе проживало 815 человек.
| 2010 | 2013 |
| ---- | ---- |
| 750  | 815  |

| Перепись  | Всего   | Всего | Женщины | Женщины | Мужчины | Мужчины |
| --------- | ------- | ----- | ------- | ------- | ------- | ------- |
| Единицы   | человек | %     | человек | %       | человек | %       |
| Население | 815     | 100   | 410     |         | 405     |         |

## Социальная структура
В селе находятся начальная школа имени святой Ядвиги (основана в 1922 году) и гимназия Святой Ядвиги. В селе действует публичная библиотека.

## Достопримечательности
- Церковь Пресвятой Девы Марии Скапулярия;
- Сельское кладбище;
- Сторожевая башня.